# Julia Ducournau
Julia Ducournau (Parijs, 18 november 1983) is een Frans filmregisseuse en scenarioschrijfster.

## Biografie
Julia Ducournau werd in 1983 geboren in Parijs. Ze studeerde letteren aan het lycée Henri IV in Parijs en vervolgens "moderne talen-Engels" op de Université Paris-Sorbonne. In 2004 begon ze met studies scenarioschrijven aan La fémis waar ze afstudeerde in 2008. Ze volgde ook een workshop "scenario", gegeven door Israël Horowitz aan de Columbia-universiteit. In 2016 schreef en regisseerde ze haar eerste speelfilm Grave die in première ging op het filmfestival van Cannes.

## Filmografie
- Corps-vivants (regie, kortfilm 2005)
- Tout va bien (regie, kortfilm 2007)
- Pour Anna (scenario, kortfilm 2008, afstudeerfilm La fémis)
- Junior (regie en scenario, kortfilm 2011)
- Mange (regie en scenario, tv-film 2011)
- Ni le ciel ni la terre (scenario, 2015)
- Grave (regie en scenario, 2016)
- Titane (2021)
- Alpha (2025)

## Prijzen en nominaties
De belangrijkste:
| Jaar | Prijs                       | Categorie                              | Genomineerde(n) | Uitslag     |
| ---- | --------------------------- | -------------------------------------- | --------------- | ----------- |
| 2022 | British Academy Film Awards | Beste regisseur                        | Titane          | Genomineerd |
| 2022 | Magritte du cinéma          | Beste buitenlandse film in coproductie | Titane          | Gewonnen    |
| 2022 | César                       | Beste regie                            | Titane          | Genomineerd |
| 2021 | Filmfestival van Cannes     | Gouden Palm                            | Titane          | Gewonnen    |
| 2021 | Europese filmprijzen        | Beste film                             | Titane          | Genomineerd |
| 2021 | Europese filmprijzen        | Beste regisseur                        | Titane          | Genomineerd |
| 2016 | Filmfestival van Cannes     | FIPRESCI-prijs                         | Grave           | Gewonnen    |
| 2016 | Austin Fantastic Fest       | Beste regie Next Wave Features         | Grave           | Gewonnen    |
| 2016 | Filmfestival van Londen     | Sutherland Award beste debuutfilm      | Grave           | Gewonnen    |